# Кызылбас
Кызылбас (каз. Қызылбас) — село в Таскалинском районе Западно-Казахстанской области Казахстана. Входит в состав Актауского сельского округа. Код КАТО — 276033400.

## Население
В 1999 году население села составляло 63 человека (31 мужчина и 32 женщины). По данным переписи 2009 года, в селе проживало 38 человек (19 мужчин и 19 женщин).